# دومینیک برونهوبنر
دومینیک برونهوبنر (انگلیسی: Dominik Brunnhübner؛ زادهٔ ۲۹ اوت ۱۹۹۰) بازیکن فوتبال اهل آلمان است.
از باشگاه‌هایی که در آن بازی کرده‌است می‌توان به باشگاه فوتبال نورنبرگ و باشگاه فوتبال وورتسبورگ کیکرز اشاره کرد.